# Comuna Sokolea, Busk
Sokolea (în ucraineană Соколя) este o comună în raionul Busk, regiunea Liov, Ucraina, formată din satele Budîholoș, Hrabova, Marașceanka, Sokolea (reședința), Volîțea-Derevleanska și Zabrid.

## Demografie
Componența lingvistică a comunei Sokolea
     Ucraineană (100%)
Conform recensământului din 2001, toată populația comunei Sokolea era vorbitoare de ucraineană (100%).